# Renáta Tomanová
Renáta Tomanová, češka tenisačica, * 9. december 1954, Jindřichův Hradec, Češkoslovaška.
V posamični konkurenci je največji uspeh dosegla z uvrstitvijo v finale turnirja za Odprto prvenstvo Avstralije leta 1976, ko jo je premagala Evonne Goolagong, in  Odprto prvenstvo Francije istega leta, ko jo je premagala Sue Barker. Na turnirjih za Odprto prvenstvo ZDA se je najdlje uvrstila v četrti krog leta 1980, na turnirjih za Odprto prvenstvo Anglije pa v tretji krog. V konkurenci ženskih dvojic se je dvakrat uvrstila v finale turnirja za Odprto prvenstvo Avstralije, ki ga je osvojila leta 1978 skupaj z Betsy Nagelsen. V konkurenci mešanih dvojic pa se je dvakrat uvrstila v finale turnirja za Odprto prvenstvo Anglije, ki ga je osvojila leta 1978 skupaj s Pavlom Složilom. Leta 1975 je z reprezentanco osvojila Pokal federacij.

## Finali Grand Slamov

### Posamično (1)

#### Porazi (1)
| Leto | Turnir                      | Nasprotnica v finalu | Rezultat finala |
| 1976 | Odprto prvenstvo Avstralije | Evonne Goolagong     | 2–6, 2–6        |
| 1976 | Odprto prvenstvo Francije   | Sue Barker           | 2–6, 6–0, 2–6   |

### Ženske dvojice (2)

#### Zmage (1)
| Leto | Turnir                      | Partnerica     | Nasprotnici v finalu     | Rezultat finala |
| 1978 | Odprto prvenstvo Avstralije | Betsy Nagelsen | Naoko Sato Pam Whytcross | 7–5, 6–2        |

#### Mešane (1)
| Leto | Turnir                      | Partnerica           | Nasprotnici v finalu           | Rezultat finala |
| 1976 | Odprto prvenstvo Avstralije | Lesley Turner Bowrey | Evonne Goolagong Helen Gourlay | 1–8             |

### Mešane dvojice (2)

#### Porazi (1)
| Leto | Turnir                    | Partner      | Nasprotnika v finalu              | Rezultat finala |
| 1978 | Odprto prvenstvo Francije | Pavel Složil | Virginia Ruzici Patrice Dominguez | 7–6 pred.       |

#### Zmage (1)
| Leto | Turnir                    | Partner          | Nasprotnika v finalu    | Rezultat finala |
| 1980 | Odprto prvenstvo Francije | Stanislav Birner | Anne Smith Billy Martin | 6–2, 4–6, 6–8   |